# کوتیرنهونته دوم
کوتیرنهونته دوم (به انگلیسی: Kutir-Nahhunte) یا کودور نان خوندی (به انگلیسی: Kudurnankhundi) یکی از شاهان ایلام از خاندان شوتروکی بود. وی پسر شوتروک نهونته یکم بود و تا حدود ۱۱۵۵پ. م شاهزاده فرمانروا بر شوش بود و سپس شاه ایلام شد. در ۱۱۶۰پ. م همراه با پدرش شوتروک نهونته یکم بابل را گشود و از طرف خود، انلیل ندین اخه را به پادشاهی بابل گمارد. در ۱۱۵۷پ. م به دنبال شورش بابل، شاه دست نشانده اش را اسیر کرد و به ایلام برد و به این ترتیب حکومت کاسیان در بابل برافتاد.
این شاه همراه با پدرش کارهای عمرانی زیادی در شوش انجام داده‌است.

## کتابشناسی
- قشقائی، حمیدرضا، گاهنمای ایلامیان، تهران، اوگان، ۱۳۹۰.
- کامرون، جرج، ایران در سپیده دم تاریخ، ترجمهٔ حسن انوشه، تهران، علمی و فرهنگی، ۱۳۷۲.
- مجیدزاده، یوسف، تاریخ و تمدن ایلام، تهران، مرکز نشر دانشگاهی، ۱۳۷۰.
- هینتس، والتر، دنیای گمشدهٔ ایلام، ترجمهٔ فیروز فیروزنیا، تهران، علمی و فرهنگی، ۱۳۷۱.
- Vallat , François. Elam: The History of Elam. Encyclopaedia Iranica , vol. VIII pp. 301-313. London/New York , 1998.